# Fusiulus attemsii
Fusiulus attemsii är en mångfotingart som beskrevs av Karl Wilhelm Verhoeff 1941. Fusiulus attemsii ingår i släktet Fusiulus och familjen kejsardubbelfotingar. Inga underarter finns listade i Catalogue of Life.